# Europa 1945-2030
Europa 1945-2030 è un gioco strategico di Leo Colovini e Duccio Vitale.

## Svolgimento del gioco
Il gioco si svolge nello scenario dell'Europa nel secondo dopoguerra, e segue le tappe dell'integrazione europea.
Il gioco si articola su quattro turni, in cui i giocatori piazzano segnalini influenza, allo scopo di aggiudicarsi le elezioni nelle varie nazioni europee.
Le trattative sono un elemento fondamentale dl gioco.
I turni sono articolati in 5 fasi:
- Ordine di turno
- Reclutamento
- Rischio di guerra (solo nei turni 3 e 4)
- Piazzamento
- Elezioni

## Riconoscimenti
- Best of Show: 1998